# Brockton (Ontario)
Brockton to gmina (ang. township) w Kanadzie, w prowincji Ontario, w hrabstwie Bruce.
Powierzchnia Brockton to 565,07 km². Według danych spisu powszechnego z roku 2001 Brockton liczy 9658 mieszkańców (17,09 os./km²).